# Томас Мелорі
Сер Томас Мелорі (англ. Sir Thomas Malory) (бл. 1417-1471) — англійський письменник, автор «Книги про короля Артура і про його доблесних лицарів Круглого столу».

## Біографія
Судячи з усього, Мелорі народився у дворянській родині в графстві Йоркшир на початку XV століття. Про його життя відомо мало: він був лицарем, мабуть, брав участь у війні Червоної та Білої троянди. У 1444 або 1445 був представником свого графства в парламенті. Потім скоїв низку злочинів і опинився у в'язниці, де пробув вісім років. У 1460 р. був звільнений прибічниками Йорків. І через вісім років знову потрапив у в'язницю, але вже не за кримінальним, а політичним звинуваченням, як прибічник Ланкастерів. У 1470 р. був звільнений. Більшу частину своїх праць (а то й усі) Мелорі написав у Ньюгетській в'язниці.

## Творчість
Мелорі зібрав воєдино кельтські оповіді, численні легенди та романи про короля Артура і лицарів «Круглого столу» і, переробивши їх, створив свої романи-компіляції, що відображали настрої свого часу. Вона складається з восьми романів про Короля Артура і лицарів Круглого столу і є вичерпним зводом артурівських легенд. 1485 року англійський першодрукар Вільям Кекстон видав книгу Мелорі «Смерть Артура» (фр. Le Morte d'Arthur), що стала своєрідною енциклопедією артурівського міфу. Вважається, що джерелами для творів Мелорі здебільшого служили французькі лицарські романи. А проте, Мелорі вдалося надати своїм працям англійський колорит.
До сьогодні невідомо, яким був порядок розташування романів усередині книги. Можливо, відомий нині порядок романів визначив переписувач або й сам Кекстон.
- «Повість про короля Артура» (книги 1-4 з видання Кекстона), що розповідає про походження короля Артура;
- «Повість про короля Артура і імператора Луція» (книга 5), що розповідає про битву Артура з римлянами і завоювання ним римського престолу;
- «Славна повість про сера Ланселота» (книга 6),
- «Книга про сера Ґарета Оркнейського» (книга 7);
- «Книга про сера Тристрама» (книги 7-12) — обробка сюжету про Трістана та Ізольду;
- «Повість про Сангреаль, або Подвиг в ім'я Святого Грааля» (книги 12-17);
- «Книга про сера Ланселота і королеву Ґвіневру» (книги 18-19),
- «Смерть Артура» (книги 20-21).

## Сер Мелорі в літературі
- У дилогії Андрія Бєляніна «Моя дружина - відьма» і «Сестричка з пекла» сер Мелорі — один з головних героїв, знаменитий письменник, маг. Час від часу у нього стається невідома форма божевілля (говорить незрозумілою мовою), але його «хвороба» відступає вже у наступній фразі.